# George A. Banker

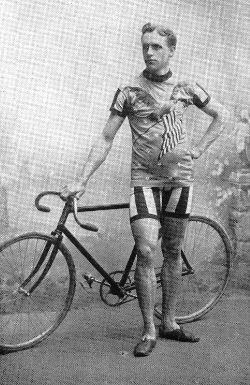
George A. Banker (ca. 1896)

George A. Banker (* 8. August 1874 in Pittsburgh; † 1. Dezember 1917 ebenda) war ein US-amerikanischer Radrennfahrer.
George A. Banker entstammte einer wohlhabenden Unternehmerfamilie. Von 1890 bis 1893 fuhr er Radrennen als Amateur, dann wurde er Profi. Gemeinsam mit seinem Bruder fuhr er auch Rennen auf dem Tandem.
Bankers erster großer Erfolg war 1894 der Sieg beim erstmals ausgetragenen Grand Prix de Paris, dem folgte 1895 ein Erfolg beim Grand Prix de l’UVF, beim Grand Prix d’Anvers und im Grand Prix de la République, sowie 1896 der zweite Platz der Profi-Radsprinter bei den Weltmeisterschaften. Zwei Jahre später errang er in Wien die Weltmeisterschaft im Sprint vor dem Frankfurter Franz Verheyen und dem Franzosen Edmond Jacquelin. Mit einer Sondererlaubnis durfte Paul Albert, Weltmeister der Amateure 1898, gegen den Weltmeister der Berufsfahrer George A. Banker, in einem Vergleichsmatch antreten. Die Zuschauer bejubelten Albert am Start und warteten dann vergeblich auf seinen Gegner. Banker hatte kurz vor dem Wettkampf abgesagt und scheute den Vergleich mit dem Amateur.
George A. Banker arbeitete nach seinem Rücktritt vom Radsport in der Automobilindustrie. Er starb infolge eines Verkehrsunfalls.
2019 wurde Banker in die United States Bicycling Hall of Fame aufgenommen.